# Jurgis Matulaitis

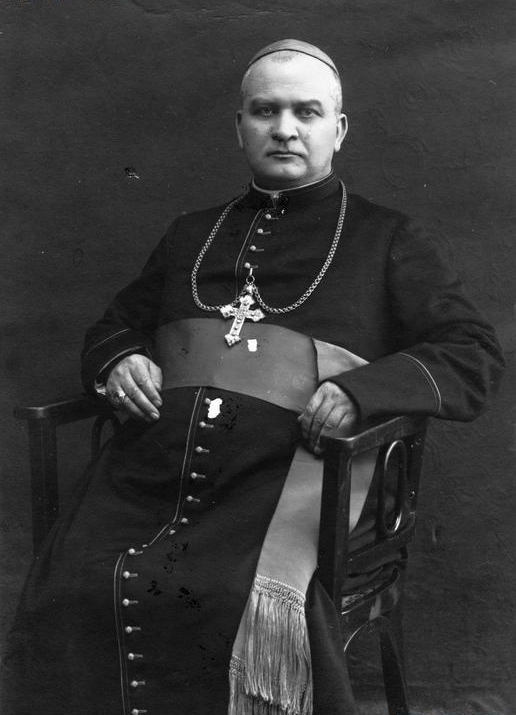
Jurgis Matulaitis

Jurgis Matulaitis MIC (auch: Georg Matulaitis, Jerzy Matulewicz) (* 13. April 1871 in Marijampolė; † 27. Januar 1927 in Kaunas) war ein litauischer Geistlicher und Ordensgründer. Von 1918 bis 1925 amtierte er als Erzbischof von Vilnius.

## Leben
Jurgis Matulaitis wurde 1871 als jüngerer Sohn wohlhabender Bauern geboren, verlor seine Eltern jedoch früh; der Vater starb mir nur 55 Jahren im November 1874, im Mai 1881 starb auch die Mutter. Jurgis verblieb in der Obhut seines Bruders Johannes. Durch die Intervention des älteren Bruders Andreas durfte Jurgis das Gymnasium besuchen, arbeitete aber nebenbei auf dem von Johannes geerbten Hof. 1889 nahm ihn sein Vetter, Jonas Matulevicius, Gymnasiallehrer in Kielce mit nach Polen und bereitete ihn auf den Besuch des dortigen Priesterseminars vor, in das Matulaitis 1891 eintrat, wobei sein Name zu Matulewicz polonisiert wurde.
Im Seminar von Kielce blieb Matulaitis bis 1893, als es von der Russischen Besatzungsregierung geschlossen wurde, danach setzte er seine Studien im Seminar von Warschau fort. 1895 bestand er die Abschlussprüfung wurde wegen seiner zu Tage getretenen Begabung von seinem Bischof zu weitergehenden Studien nach St. Petersburg geschickt. Am 20. November 1898 wurde Matulaitis zum Priester geweiht und in das Bistum Kielce inkardiniert.
Ab 1907 lehrte er als Professor der Theologie in Sankt Petersburg.

## Erneuerung der Marianer
Jurgis Matulaitis erneuerte die Kongregation der Marianer und wirkte als deren Generaloberer. In Freiburg setzte er seine Studien fort und promovierte über orthodoxe Theologie.

## Episkopat
1918 ernannte ihn Papst Benedikt XV. zum Bischof von Wilnius. Am 1. Dezember 1918 spendete ihm der Bischof von Zemaiciai, Pranciškus Karevičius, MIC, die Bischofsweihe.
Von seinem Amt als Bischof von Vilnius wurde er von der Kurie abberufen, als Vilnius nach dem Ende des Russischen Reiches an Polen fiel. Er wurde stattdessen mit der Vorbereitung eines Konkordats mit Litauen beauftragt, starb aber unerwartet auf einer Visitationsreise für den Heiligen Stuhl. Er war von 1925 bis zu seinem Tod Titularerzbischof von Adulis.

## Seligsprechung
Papst Pius XI., der selbst Apostolischer Nuntius in Polen gewesen war, und Matualitis gut kannte, soll über ihn gesagt haben, er sei ein „Mann Gottes“, ein „wirklicher Heiliger“ gewesen.
1939 beschloss das Generalkapitel der Marianer formell die Einleitung des Seligsprechungsprozesses, der aber wegen des Kriegseintritts nicht weiter gefördert werden konnte. Auch nach dem Krieg war eine Durchführung des Seligsprechungsprozesses am Todesort (Kaunas) aus politischen Gründen nicht möglich, weswegen das kanonische Verfahren mit Genehmigung von Papst Pius XII. in Rom eröffnet wurde.
AM 11. Mai 1982 erkannte die zuständige Kongregation für die Heiligsprechungen Matulaitis den heroischen Tugendgrad („gradus heroicus“) zu.
1987 wurde Matulaitis, anlässlich des 600. Jahrestages der Christianisierung Litauens, von Papst Johannes Paul II. seliggesprochen.

## Ehrung
In Litauen tragen zwei Kirchen den Namen von Matulaitis. Die Kirche des seligen Jurgis Matulaitis befindet sich in Vilnius und die Kirche des seligen Erzbischofs Jurgis Matulaitis in Kaunas. Überdies trägt der Jurgis-Matulaitis-Platz in Vilnius seinen Namen.